# Spanakotiropita
La spanakotiropita es una empanadilla típica de Grecia. Su principal ingrediente de relleno suele ser el queso feta. La empanada argentina es notablemente similar, aunque las dimensiones de la spanakotiropita son bastante menores (en este caso más semejantes a las gyoza japonesas).
La receta más popular de spanakotiropita es la que en su relleno predominan el ya citado queso feta y la espinaca.